# Axinidris parvus
Axinidris parvus är en myrart som beskrevs av Steven O. Shattuck 1991. Axinidris parvus ingår i släktet Axinidris och familjen myror. Inga underarter finns listade.